# Anna Dahlström
Anna Dahlström-Nilsson, född 5 oktober 1867 i Göteborg, död 13 mars 1941, var en svensk oftalmolog. Hon blev Sveriges andra kvinnliga medicine doktor (först var Anna Stecksén).
Dahlström genomgick Majornas elementarläroverk för flickor i Göteborg och Wallinska skolan i Stockholm, blev student där 1886, avlade mediko-filosofisk examen vid Uppsala universitet 1888, blev medicine kandidat vid Karolinska Institutet  i Stockholm 1893, medicine licentiat vid Uppsala universitet 1899 och medicine doktor där 1908. 
Dahlström var amanuens vid patologiska institutionen i Uppsala 1895–97, assistent där sommaren 1899, e.o. amanuens vid Akademiska sjukhusets avdelning för bröstsjuka 1900, volontärassistent vid Universitäts-Augenklinik i Leipzig 1900–02 och amanuens vid Akademiska  sjukhusets i Uppsala ögonavdelning 1903–04. 
Dahlström företog studieresor till Köpenhamn, Tyskland och Storbritannien med Fredrika-Bremer-förbundets resestipendium 1905 och till Tyskland 1906–08. Hon var praktiserande ögonläkare i Göteborg från 1908 och läkare vid Göteborgs stads ögonpoliklinik 1911–13 och sju månader under 1917. 
Hon var från 1919 gift med konstnären Johan Nilsson (1889–1950). I Guldheden finns en gata uppkallad efter henne, Doktor Dahlströms gata.